# Cedric Omoigui
Cedric Omoigui (Benin City, 11 november 1994) is een Nigeriaans voetballer die sinds 2020 uitkomt voor Racing Santander. Omoigui is een aanvaller.

## Clubcarrière
Omoigui werd geboren in Nigeria, maar verhuisde in 1996 naar Spanje. Hij sloot zich in 2008 aan bij de jeugdopleiding van RCD Mallorca en stroomde in 2013 door naar het reservenelftal. In het seizoen 2013/14 scoorde hij 28 doelpunten in de Tercera División. Op 14 december 2014 kreeg hij zijn eerste kans in het eerste elftal van Mallorca in de competitiewedstrijd tegen CD Numancia. In het seizoen 2015/16 werd hij uitgeleend aan het reservenelftal van Valencia CF, dat toen uitkwam in de Segunda División B. Daarna bleef de echte doorbraak bij Mallorca echter uit. In 2018 verliet hij de club definitief om voor CF Fuenlabrada te gaan spelen in de Segunda División B.
Omoigui haalde in zijn eerste seizoen bij Fuenlabrada dubbele cijfers qua doelpunten, wat hem een contract opleverde bij de Belgische eersteklasser Royal Excel Moeskroen. In zijn eerste seizoen werd hij daar geremd door een aanslepende knieblessure, waarop de Spaanse derdeklasser Racing Santander hem in oktober 2020 terug naar Spanje haalde.